# Rancho Palos Verdes (Kalifornija)
Rancho Palos Verdes je grad u američkoj saveznoj državi Kalifornija. Prema popisu stanovništva iz 2010. u njemu je živjelo 41.643 stanovnika.